# Copa de Baja Renania
La Copa de Baja Renania (en alemán: Niederrheinpokal), llamada RevierSport Niederrheinpokal por razones de patrocinio, es una de las 21 competiciones que conforman la Copa Asociación Alemana en la que el campeón logra la clasificación a la Copa de Alemania, el torneo de copa de fútbol más importante del país.

## Historia
La copa fue creada en 1980 y participan los equipos de la región de Baja Renania en el estado de Renania del Norte-Westfalia que no sean de nivel profesional, por lo que los equipos de la Bundesliga de Alemania o de la 2. Bundesliga no pueden participar en la competición.
Los participantes de la copa de la 3. Bundesliga, Regionalliga West y Oberliga Niederrhein clasifican directamente a la competición y el resto de participantes surgen de los campeonatos distritales.
Desde la creación de la 3. Bundesliga en 2008 los equipos filiales ya no participan en la copa y el campeón clasifica a la Copa de Alemania.

## Ediciones anteriores
| Fecha                   | Campeón                      | Finalista                    | Resultado         | Sede                               |
| ----------------------- | ---------------------------- | ---------------------------- | ----------------- | ---------------------------------- |
| 27 de mayo de 1981      | Wuppertaler SV               | Kevelaerer SV                | 1:0               |                                    |
| 25 de mayo de 1982      | Bayer 05 Uerdingen Am.       | Wuppertaler SV               | 5:2               |                                    |
| 31 de julio de 1983     | 1. FC Bocholt                | Rot-Weiß Oberhausen          | 2:0               | Stadion Niederrhein (Oberhausen)   |
| 00 de diciembre de 1984 | Desierto                     | Desierto                     | Desierto          |                                    |
| 30 de mayo de 1985      | Wuppertaler SV               | Schwarz-Weiß Essen           | 1:0               |                                    |
| 15 de mayo de 1986      | SV Viktoria Goch             | Wuppertaler SV               | 4:0               | Hubert-Houben-Stadion (Goch)       |
| 00 de diciembre de 1987 | Schwarz-Weiß Essen           | Hamborn 07                   | 5:3               | Uhlenkrugstadion (Essen)           |
| 00 de diciembre de 1988 | Desierto                     | Desierto                     | Desierto          |                                    |
| 00 de diciembre de 1989 |                              |                              |                   |                                    |
| 00 de diciembre de 1990 | FC Remscheid                 | SV Hilden-Nord               |                   |                                    |
| 15 de julio de 1991     | FC Remscheid                 | VfB Lohberg                  | 5:4 pen.          | Dorotheen-Kampfbahn (Lohberg)      |
| 00 de diciembre de 1992 | Desierto                     | Desierto                     | Desierto          |                                    |
| 00 de diciembre de 1993 | Rot-Weiss Essen              | 1. FC Bocholt                |                   |                                    |
| 00 de mayo de 1994      | FC Remscheid                 | Preussen Krefeld             | 2:0               |                                    |
| 00 de mayo de 1995      | Rot-Weiss Essen              | 1. FC Bocholt                | 3:1               | Georg-Melches-Stadion (Essen)      |
| 23 de mayo de 1996      | Rot-Weiß Oberhausen          | FC Remscheid                 | 2:0               | Stadion Niederrhein (Oberhausen)   |
| 00 de diciembre de 1997 | Borussia Mönchengladbach Am. | Rot-Weiß Oberhausen          | 5:4 pen.          | Grenzlandstadion (Mönchengladbach) |
| 09 de abril de 1998     | Rot-Weiß Oberhausen          | SV Straelen                  | 2:0 t.e.          | Stadion Niederrhein (Oberhausen)   |
| 13 de mayo de 1999      | Wuppertaler SV               | SuS 09 Dinslaken             | 3:2 t.e.          | BSA Voerder Straße (Dinslaken)     |
| 01 de mayo de 2000      | Wuppertaler SV               | Borussia Mönchengladbach Am. | 1:0 t.e.          | Grenzlandstadion (Mönchengladbach) |
| 01 de mayo de 2001      | KFC Uerdingen 05             | SSVg Velbert                 | 3:0               | Grotenburg-Stadion (Krefeld)       |
| 09 de mayo de 2002      | Rot-Weiss Essen              | SV Straelen                  | 4:2               | Sportplatz Römerstraße (Straelen)  |
| 01 de mayo de 2003      | SSVg Velbert                 | Fortuna Düsseldorf           | 1:0               | Stadion zur Sonnenblume (Velbert)  |
| 12 de mayo de 2004      | Rot-Weiss Essen              | Fortuna Düsseldorf           | 2:0               | Grotenburg-Stadion (Krefeld)       |
| 03 de mayo de 2005      | Wuppertaler SV               | SSVg Velbert                 | 5:0               | Stadion am Zoo (Wuppertal)         |
| 24 de mayo de 2006      | SSVg Velbert                 | Wuppertaler SV               | 1:0               | Stadion zur Sonnenblume (Velbert)  |
| 15 de mayo de 2007      | Wuppertaler SV               | SSVg Velbert                 | 2:0               | Stadion am Zoo (Wuppertal)         |
| 08 de abril de 2008     | Rot-Weiss Essen              | Fortuna Düsseldorf           | 1:0               | MSV-Arena (Duisburg)               |
| 27 de mayo de 2009      | VfB Speldorf                 | Rot-Weiss Essen              | 3:2               | Georg-Melches-Stadion (Essen)      |
| 19 de mayo de 2010      | Schwarz-Weiß Essen           | Rot-Weiss Essen              | 2:1               | Georg-Melches-Stadion (Essen)      |
| 26 de mayo de 2011      | Rot-Weiss Essen              | SSVg Velbert                 | 1:0               | Stadion zur Sonnenblume (Velbert)  |
| 16 de mayo de 2012      | Rot-Weiss Essen              | SV Hönnepel-Niedermörmter    | 3:2               | Georg-Melches-Stadion (Essen)      |
| 29 de mayo de 2013      | Sportfreunde Baumberg        | Rot-Weiß Oberhausen          | 1:0               | Stadion Niederrhein (Oberhausen)   |
| 15 de mayo de 2014      | MSV Duisburg                 | TV Jahn Hiesfeld             | 5:2               | MSV-Arena (Duisburg)               |
| 14 de mayo de 2015      | Rot-Weiss Essen              | Rot-Weiß Oberhausen          | 0:0 t.e, 6:5 pen. | Stadion Essen (Essen)              |
| 28 de mayo de 2016      | Rot-Weiss Essen              | Wuppertaler SV               | 3:0               | Stadion Essen (Essen)              |
| 25 de mayo de 2017      | MSV Duisburg                 | Rot-Weiss Essen              | 2:0               | Stadion Essen (Essen)              |
| 21 de mayo de 2018      | Rot-Weiß Oberhausen          | Rot-Weiss Essen              | 2:1               | Stadion Niederrhein (Oberhausen)   |
| 25 de mayo de 2019      | KFC Uerdingen 05             | Wuppertaler SV               | 2:1               | Stadion am Zoo (Wuppertal)         |
| 22 de agosto de 2020    | Rot-Weiss Essen              | 1. FC Kleve                  | 3:1               | Stadion Essen (Essen)              |

## Títulos por equipo
| Club                        | Títulos | Año(s)                                                     |
| --------------------------- | ------- | ---------------------------------------------------------- |
| Rot-Weiss Essen             | 10      | 1993, 1995, 2002, 2004, 2008, 2011, 2012, 2015, 2016, 2020 |
| Wuppertaler SV Borussia     | 7       | 1981, 1985, 1999, 2000, 2005, 2007, 2021                   |
| FC Remscheid                | 3       | 1990, 1991, 1994                                           |
| Rot-Weiß Oberhausen         | 3       | 1996, 1998, 2018                                           |
| Schwarz-Weiß Essen          | 2       | 1987, 2010                                                 |
| SSVg. Velbert               | 2       | 2003, 2006                                                 |
| MSV Duisburg                | 2       | 2014, 2017                                                 |
| KFC Uerdingen 05            | 2       | 2001, 2019                                                 |
| Sportfreunde Baumberg       | 1       | 2013                                                       |
| VfB Speldorf                | 1       | 2009                                                       |
| Borussia Mönchengladbach II | 1       | 1997                                                       |
| SV Viktoria Goch            | 1       | 1986                                                       |
| 1. FC Bocholt               | 1       | 1983                                                       |
| KFC Uerdingen 05 II         | 1       | 1982                                                       |

*Fuente: